# Даньян
Данья́н (кит. упр. 丹阳, пиньинь Dānyáng) — городской уезд городского округа Чжэньцзян провинции Цзянсу (КНР).

## История
Когда на территории Китая было создано первое в его истории централизованное государство — империя Цинь — то в этих местах в 221 году до н. э. был создан уезд Юньян (云阳县). Вскоре он был переименован в Цюйа (曲阿县). В эпоху Троецарствия он в 234 году вновь получил название Юньян, но после объединения страны под властью империи Цзинь ему было возвращено название Цюйа. Во времена империи Суй была создана область Жуньчжоу (润州) и уезд вошёл в её состав.
Во времена империи Тан область Жуньчжоу была в 742 году переименована в округ Даньян (丹阳郡), а уезд Цюйа был при этом переименован в уезд Даньян (丹阳县). В 758 году округ Даньян был вновь переименован в область Жуньчжоу, однако название уезда менять уже не стали.
После того, как коммунисты во время гражданской войны в 1949 году форсировали Янцзы и приступили к освобождению от власти Гоминьдана земли на южном её берегу, для управления лежащими южнее Янцзы территориями провинции Цзянсу 27 апреля 1949 года был образован Специальный административный район Сунань. Под его юрисдикцией, в частности, был создан Специальный район Чжэньцзян (镇江专区), в состав которого вошёл уезд. В 1953 году специальные административные районы Субэй и Сунань были объединены в провинцию Цзянсу, в подчинение властям которой перешёл Специальный район Чжэньцзян. 
В 1958 году власти Специального района Чжэньцзян (镇江专区) переехали из Чжэньцзяна в Чанчжоу, и Специальный район Чжэньцзян был переименован в Специальный район Чанчжоу (常州专区). В 1959 году власти специального района вернулись из Чанчжоу в Чжэньцзян, и район был переименован обратно. 
В 1970 году Специальный район Чжэньцзян был переименован в Округ Чжэньцзян (镇江地区).
В марте 1983 года был расформирован округ Чжэньцзян, а вместо него образованы городские округа Чжэньцзян и Чанчжоу.
В 1987 году уезд Даньян был преобразован в городской уезд.

## Административное деление
Городской уезд делится на 2 уличных комитета и 10 посёлков. Отдельной административной единицей является Danyang Economic and Technological Development Zone (丹阳经济技术开发区).
- Даошу (Daoshu, 导墅镇)
- Линкоу (Lingkou, 陵口镇)
- Лючэн (Lücheng, 吕城镇)
- Пичэн (Picheng, 埤城镇)
- Синьцяо (Xinqiao, 新桥镇)
- Ситу (Situ, 司徒镇)
- Фансянь (Fangxian, 访仙镇)
- Хоусян (Houxiang, 后巷镇)
- Хуантан (Huangtang, 皇塘镇)
- Цзипай (Jiepai, 界牌镇)
- Эрлин (Erling, 珥陵镇)
- Юньян (Yunyang, 云阳镇)
- Яньлин (Yanling, 延陵镇)

## Экономика
В 2014 году Даньян впервые вошел в число городов Китая с ВВП 100 млрд юаней; в 2021 году Даньян занял десятое место по ВВП среди крупнейших региональных экономик провинции Цзянсу.
Даньян является крупнейшим в мире центром по производству линз для очков. По состоянию на 2021 год в городе располагалось более 1600 промышленных и торговых предприятий, которые специализировались на производстве очков и сопутствующей продукции, в этой отрасли работало около 50 тыс. человек. Ежегодно в Даньяне выпускают более 100 млн пар оправ (около 1/3 китайского рынка) и более 400 млн пар линз для очков (около 75 % китайского рынка и около 40 % мирового рынка).
Производство очков в Даньяне зародилось в 1960-х годах. В Даньяне производят продукцию таких известных марок, как Essilor, Ray-Ban, Oakley, Persol и Oliver Peoples (солнцезащитные и спортивные очки), Carl Zeiss (промышленная оптика), Haichang (контактные линзы), Wanxin Group (линзы из смолы). Даньян является одним из крупнейших мировых центров распределения и продажи оптики и аксессуаров (в том числе антибликовых линз, материалов для изготовления линз и футляров для очков). Логистический комплекс «Город очков» был построен в 1980-х годах и имеет два торговых центра — «Китайский город очков» и «Международный город очков». В 2019 году Даньян посетило свыше 1,3 млн туристов и коммерсантов, а годовой объём торговли оптикой превысил 6 млрд юаней.
Более 100 видов очков, произведенных в Даньяне, продаются более чем в 50 странах и регионах по всему миру. В 2022 году продажи очков в Даньяне составили 12,23 млрд юаней, увеличившись на 8,66 % в годовом исчислении; экспортные продажи оптики и аксессуаров составили 4,5 млрд юаней, увеличившись на 18,61 %.
Также Даньян является значительным центром по производству велосипедов. Здесь расположен крупный велосипедный завод шанхайской компании «Фэнхуан».

## Галерея

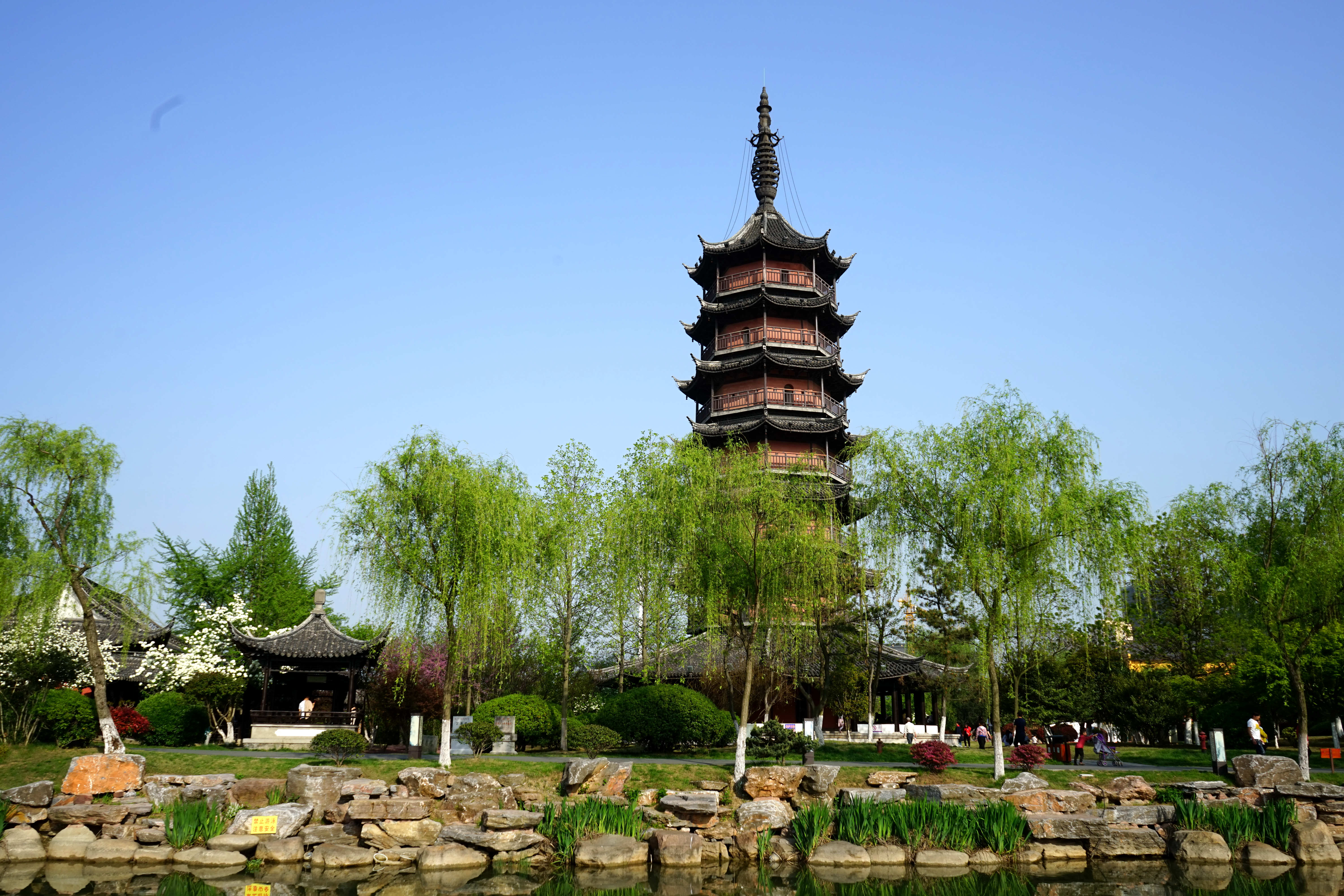
Пагода Ваньшань
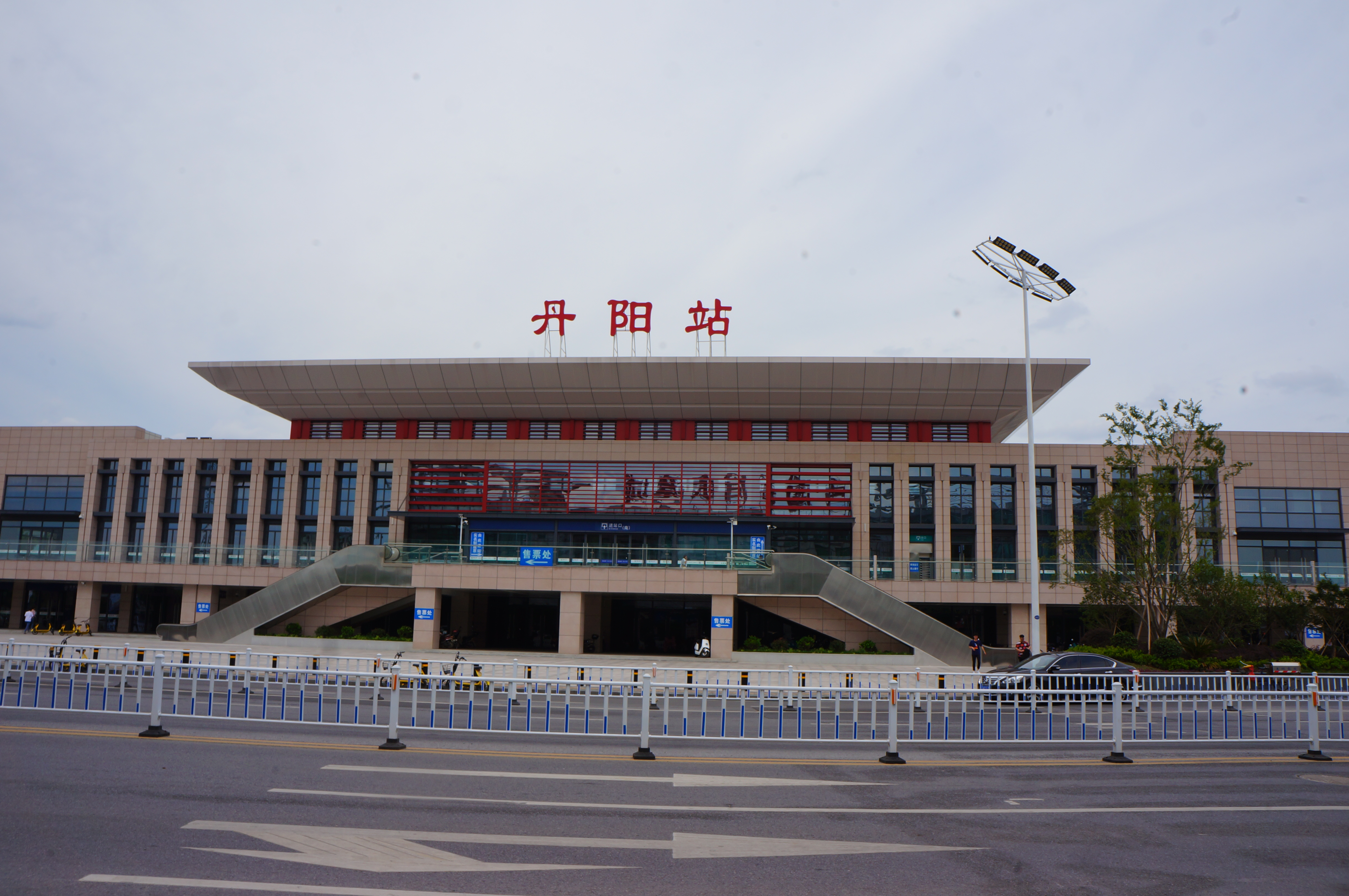
Южный вокзал
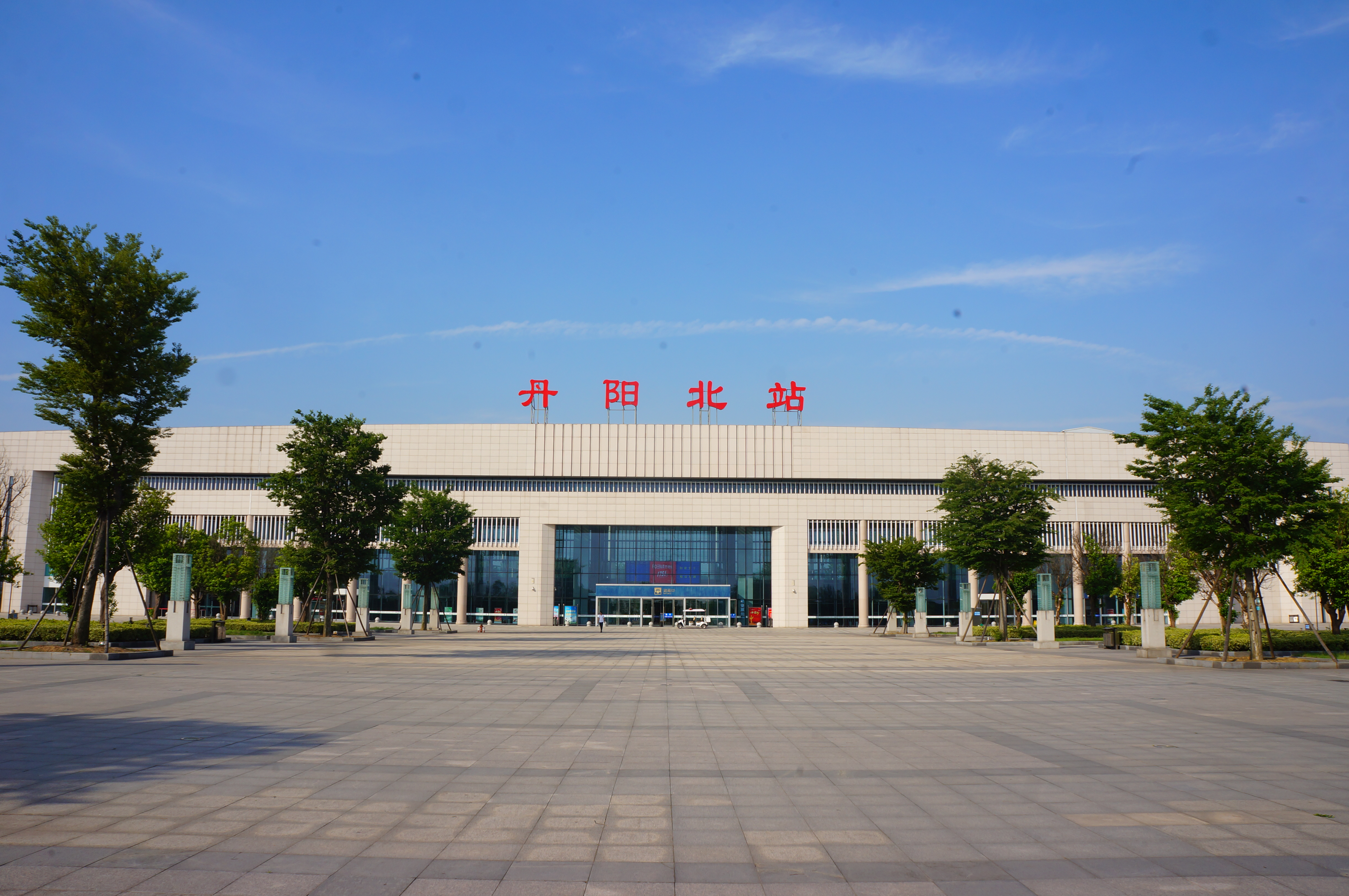
Вокзал Даньянбэй
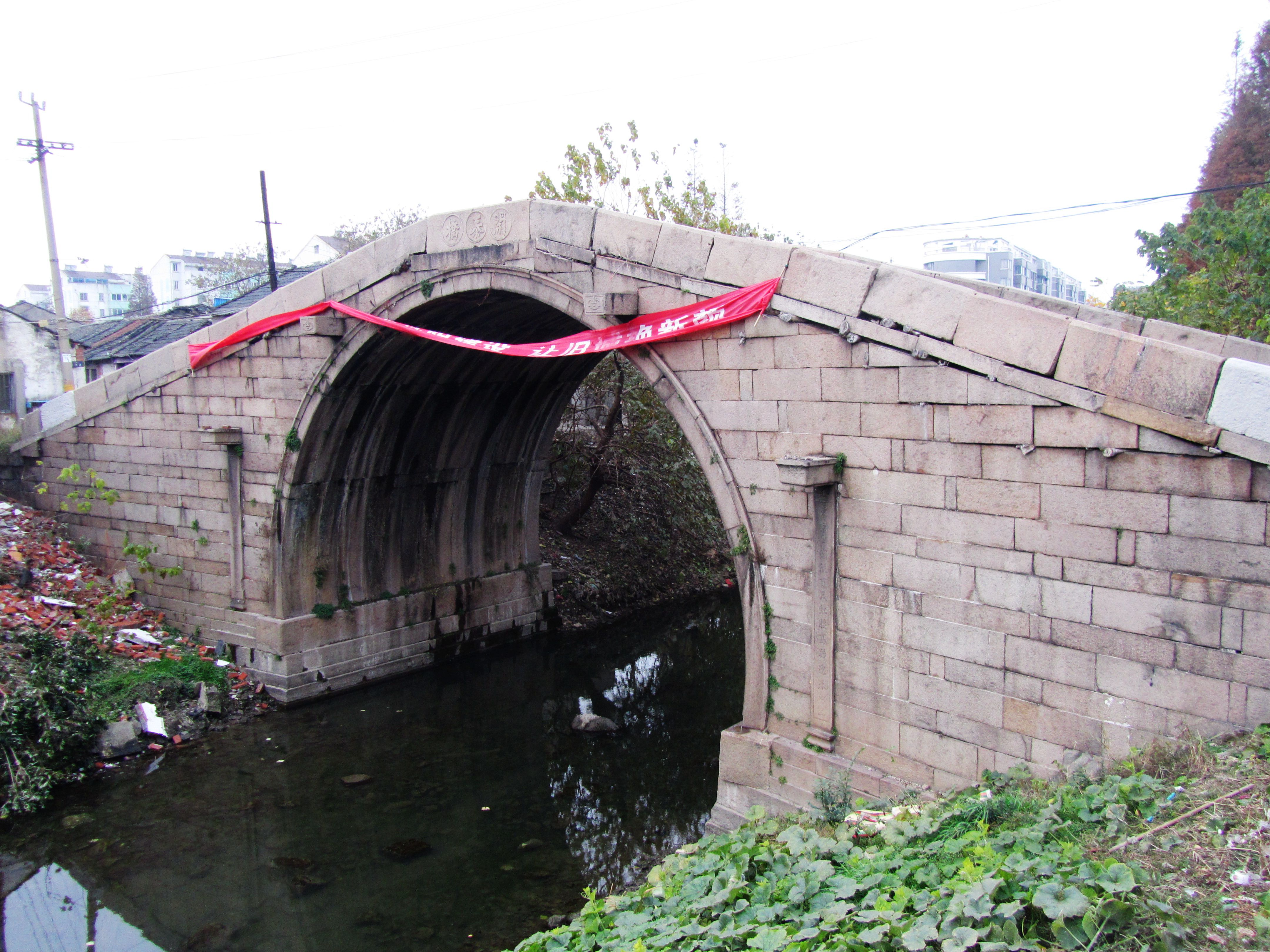
Мост Кайтай